# جكراندة مقرمزة
جكراندة مقرمزة (الاسم العلمي:Jacaranda rufa) هي نوع من النباتات يتبع جنس الجكراندة من الفصيلة البنيونية.